# Stáj

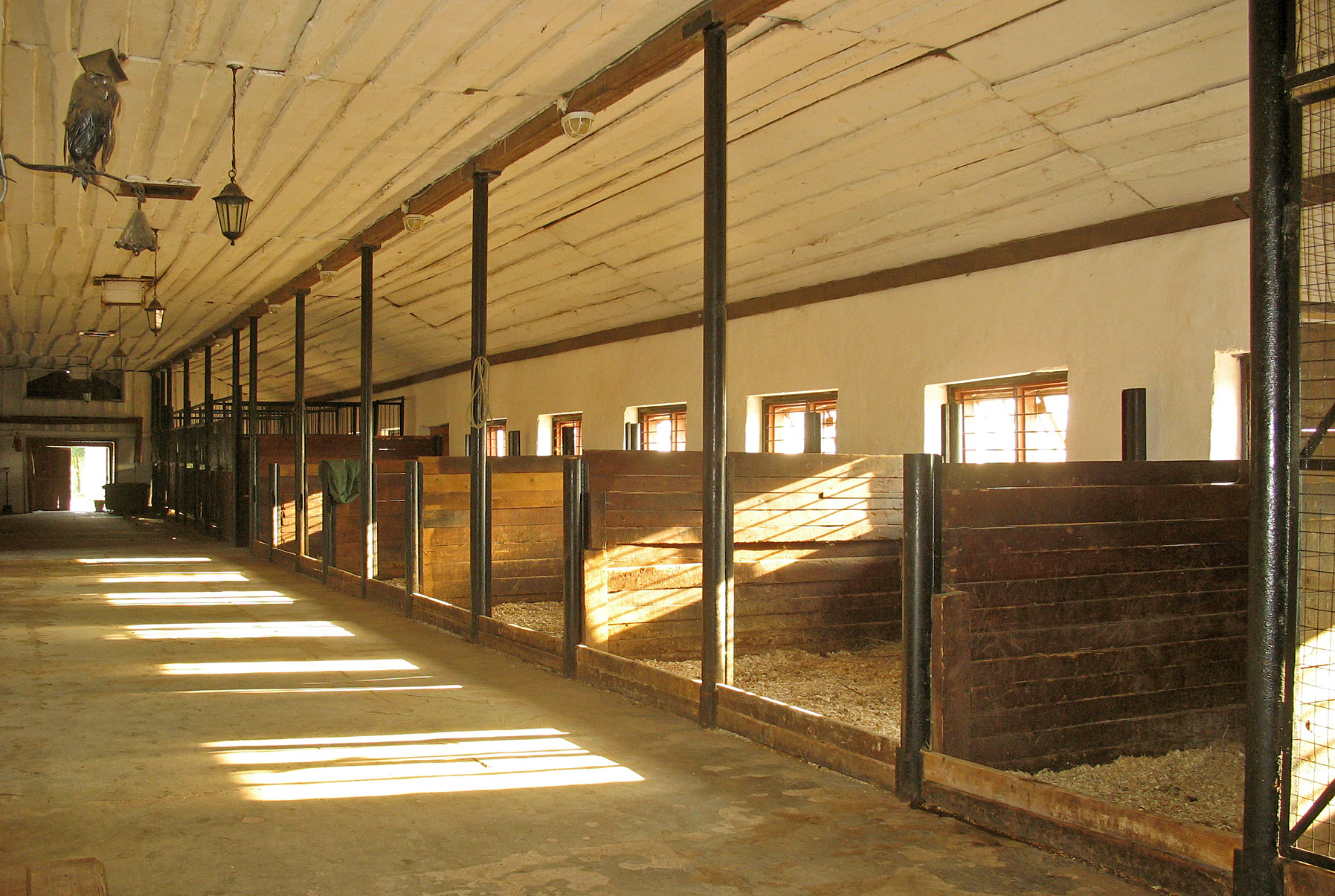
Stáj pro koně

Stáj je objekt určený k trvalému nebo dočasnému chovu hospodářských zvířat v budovách. V běžném užití se jako stáj označuje stavba k ustájení koní a skotu, ze zootechnického a zoohygienického hlediska se však jedná o každou stavbu určenou k chovu hospodářských zvířat, včetně budov k chovu prasat, staveb pro chov drůbeže, stájí pro kozy a ovce či objekty k chovu a výkrmu králičích brojlerů.
Ustájení v uzavřeném prostoru je v ČR nejrozšířenějším způsobem chovu hospodářských zvířat. Chov ve stájích umožňuje odstranění vlivu místních klimatických podmínek, především teploty, vlhkosti a délky světelného dne, které výrazným způsobem ovlivňují reprodukční výkonnost a produkční užitkovost hospodářských zvířat. Řízením životního prostředí zvířat ve stájích je možné tuto užitkovost značně zvýšit. Moderní vysoce užitková plemena nebo užitkoví hybridi dosahují své geneticky zakódované užitkovosti jen při odpovídajícím ustájení a mnohdy jsou pro chov bez stájí, tedy pro chov pastevní, nevhodná, protože zvířata nejsou dostatečně otužilá, pohyblivá a schopná si na pastvě sama nalézt dostatek potravy.
Stájové prostředí, tvořené použitou technologií chovu a hygienou chovu, ovlivňuje zdraví a užitkovost chovaných zvířat zcela zásadním způsobem a společně s výživou hospodářských zvířat a jejich geneticky daným založením je základním prvkem rentability chovu, protože umožňuje zvířatům dosáhnout vysoké užitkovosti. Nevhodné stáje užitkovost chovaných zvířat snižují a navíc mají negativně ovlivňují i pohodu, wellfare, chovaných zvířat.
Zvláštním typem stáje je karanténní stáj a izolační stáj. Jsou to pomocné stájové objekty sloužící k prevenci a tlumení nákaz. V karanténní stáji jsou odděleně od ostatních ustájena nově příchozí zvířata. V izolačních stájích jsou držena zvířata nemocná či zvířata z onemocnění podezřelá.